# Dylan Holloway
Dylan Holloway, född 23 september 2001, är en kanadensisk professionell ishockeyforward som spelar för Edmonton Oilers i National Hockey League (NHL).
Han har tidigare spelat för Bakersfield Condors i American Hockey League (AHL) och Wisconsin Badgers i National Collegiate Athletic Association (NCAA).
Holloway draftades av Edmonton Oilers i första rundan i 2020 års draft som 14:e spelare totalt.
Han är son till Bruce Holloway, som själv spelade i NHL.

## Statistik
| 2014–2015   | Calgary Flames U15   | AMBHL       | 33 | 10 | 10 | 20 | 22 | —  | — | — | —  | —  |
| 2015–2016   | Calgary Flames U15   | AMBHL       | 33 | 17 | 14 | 31 | 35 | —  | — | — | —  | —  |
|             | NWCAA Stampeders U16 | AMMHL       | 1  | 0  | 0  | 0  | 0  | 3  | 3 | 2 | 5  | 0  |
| 2016–2017   | Calgary Flames U18   | AMHL        | 31 | 13 | 7  | 20 | 66 | 8  | 3 | 7 | 10 | 2  |
|             | Okotoks Oilers       | AJHL        | 2  | 0  | 0  | 0  | 0  | —  | — | — | —  | —  |
| 2017–2018   | Okotoks Oilers       | AJHL        | 28 | 11 | 16 | 27 | 16 | 15 | 5 | 2 | 7  | 10 |
| 2018–2019   | Okotoks Oilers       | AJHL        | 53 | 40 | 48 | 88 | 56 | 11 | 9 | 4 | 13 | 26 |
| 2019–2020   | Wisconsin Badgers    | NCAA        | 35 | 8  | 9  | 17 | 49 | —  | — | — | —  | —  |
| 2020–2021   | Wisconsin Badgers    | NCAA        | 23 | 11 | 24 | 35 | 19 | —  | — | — | —  | —  |
| 2021–2022   | Edmonton Oilers      | NHL         | —  | —  | —  | —  | —  | 1  | 0 | 0 | 0  | 0  |
|             | Bakersfield Condors  | AHL         | 33 | 8  | 14 | 22 | 16 | 5  | 2 | 2 | 4  | 4  |
| 2022–2023   | Edmonton Oilers      | NHL         | 1  | 0  | 0  | 0  | 0  | —  | — | — | —  | —  |
| NHL totalt  | NHL totalt           | NHL totalt  | 1  | 0  | 0  | 0  | 0  | 1  | 0 | 0 | 0  | 0  |
| NCAA totalt | NCAA totalt          | NCAA totalt | 58 | 19 | 33 | 52 | 68 | —  | — | — | —  | —  |

### Internationellt
| Källa: Uppdaterad: 2022-10-13 | Källa: Uppdaterad: 2022-10-13 | Källa: Uppdaterad: 2022-10-13 |         | Utv = Utvisningsminuter | Utv = Utvisningsminuter | Utv = Utvisningsminuter | Utv = Utvisningsminuter | Utv = Utvisningsminuter |
| År                            | Lag                           | Mästerskap                    | Matcher | Mål                     | Assists                 | Poäng                   | Utv                     |                         |
| ----------------------------- | ----------------------------- | ----------------------------- | ------- | ----------------------- | ----------------------- | ----------------------- | ----------------------- | ----------------------- |
| 2018                          | Kanada                        | Hlinka Gretzky                | 5       | 1                       | 2                       | 3                       | 2                       |                         |
| 2019                          | Kanada                        | U18-VM                        | 7       | 2                       | 2                       | 4                       | 10                      |                         |
| 2021                          | Kanada                        | JVM                           | 6       | 1                       | 1                       | 2                       | 2                       |                         |
| Junior totalt                 | Junior totalt                 | Junior totalt                 | 18      | 4                       | 5                       | 9                       | 14                      |                         |